# Колотилко, Александр Анатольевич
Алекса́ндр Анато́льевич Колоти́лко (11 июля 1979, Нижнекамск) — российский футболист, нападающий.

## Карьера
Профессиональную карьеру начинал в «Нефтехимике» из Нижнекамска, в котором за провёл 33 игры и забил 6 голов в первом дивизионе. Когда в 1998 году Колотилко улетал во Францию, то по словам футболиста, не сомневался, что домой он вернётся не скоро, и что в «Бордо» не затеряется. Единственная серьёзная проблема, которая тогда беспокоила его, — это незнание французского языка. Однако в действительности все оказалось сложнее. И в результате все эти два года он играл только за резервный состав. По окончании контракта у него появился шанс оказаться в питерском «Зените». Но и там места не нашлось, поэтому он вернулся в Нижнекамск.
С 2000 по 2003 он играл в бельгийских клубах «Моленбеке» и «Шарлеруа». 1 июля 2003 года вновь пополнил состав «Нефтехимика». С 2005 по 2006 год играл в «Анжи», однако в начале сезона 2006 года получил серьёзную травму и остался вне футбола на полтора года. Летом 2008 был выставлен на трансфер. Был на просмотре в «Спартак-Нальчике», однако конец того сезона вновь доигрывал в «Нефтехимике». В начале 2009 года мог перейти в казахстанский «Кайсар» из Кзыл-Орды, к которому присоединился на сборе в Турции.
С лета 2009 по 2010 год игрок «Нефтехимика», а после конфликта с клубом, перешёл в клуб чемпионата Татарстана «Спутник» из города Агрыза.